# .zw
A .zw Zimbabwe internetes legfelső szintű tartomány kódja, melyet 1991-ben hoztak létre.

## Második szintű tartománykódok
- co.zw – kereskedelmi szervezeteknek.
- ac.zw – felsőoktatási intézményeknek.
- org.zw – nonprofit szervezeteknek.